# Малые Ключи (Приморский край)
Ма́лые Ключи́ — село в Спасском районе Приморского края, входит в состав Прохорского сельского поселения.

## География
Село Малые Ключи стоит на автотрассе «Уссури».
Расстояние до районного центра города Спасск-Дальний (на север) около 18 км, расстояние до административного центра сельского поселения села Прохоры (на север) около 10 км.
К югу от села Малые Ключи проходит административная граница между Спасским и Черниговским районами Приморского края. Расстояние до села Дмитриевка Черниговского района около 8 км.

## Население
| 1959 | 1970 | 1979 | 2002 | 2003 | 2010 |
| ---- | ---- | ---- | ---- | ---- | ---- |
| 200  | ↗400 | ↘242 | ↘221 | ↗239 | ↘204 |

## Улицы
| - ул. Интернациональная, - ул. Новая, - ул. Октябрьская, | - пер. Октябрьский, - ул. Первомайская, - ул. Подгорная. |

## Экономика
Сельскохозяйственные предприятия Спасского района.